# Solomon Feferman

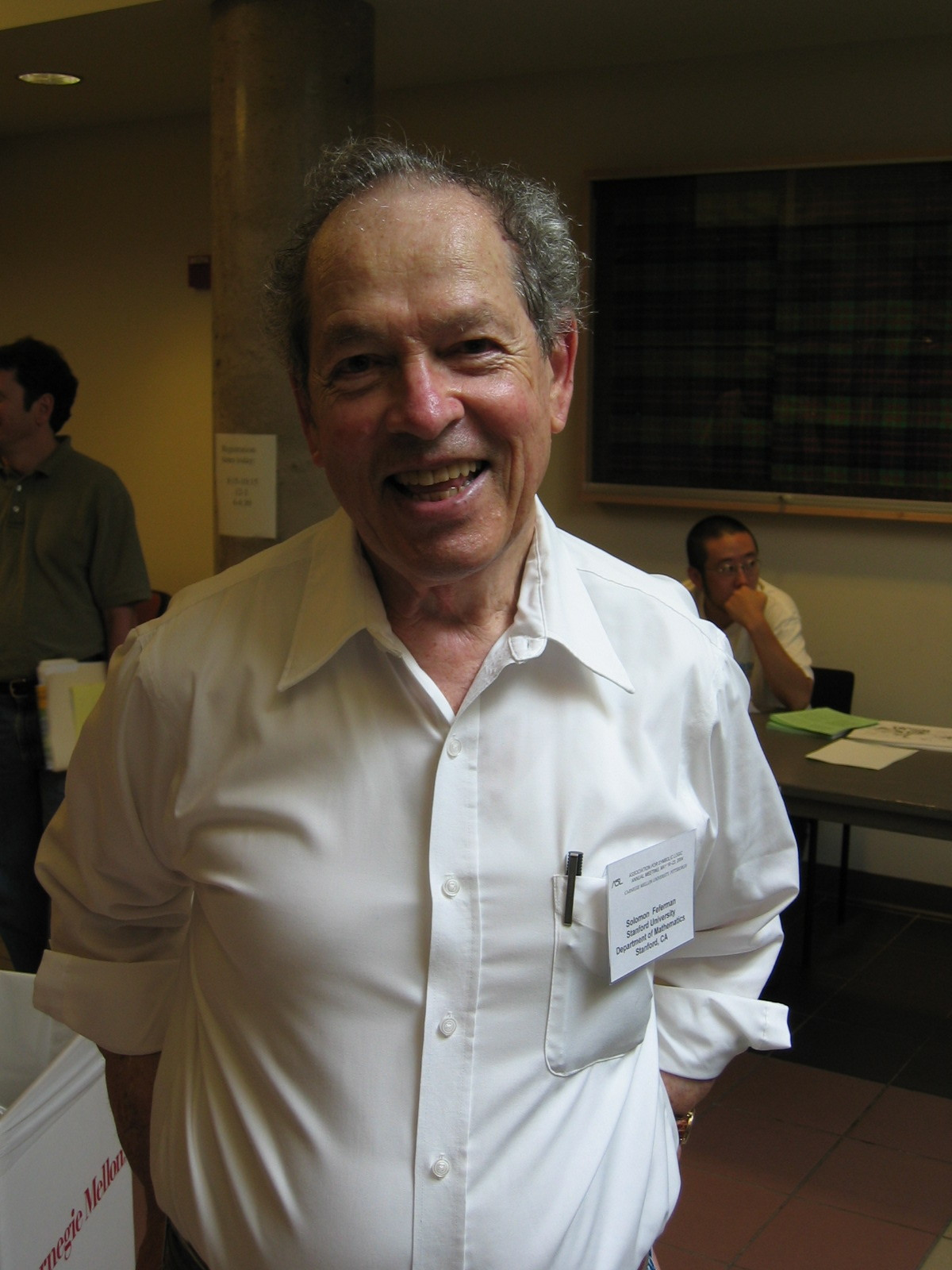
Solomon Feferman, 2004

Solomon Feferman (* 13. Dezember 1928 in New York City; † 26. Juli 2016 in Stanford, Kalifornien) war ein US-amerikanischer Mathematiker, der sich mit mathematischer Logik und Philosophie der Mathematik beschäftigte.

## Leben und Werk
Feferman studierte am Caltech (Bachelor 1948) Mathematik, war zwei Jahre 1953 bis 1955 bei der US-Armee als Wehrdienstleistender und promovierte 1957 bei Alfred Tarski an der University of California, Berkeley (Formal Consistency Proofs and Interpretability of Theories). Ab 1956 war er an der Stanford University, zuerst als Instructor, ab 1958 als Assistant Professor für Mathematik und Philosophie, ab 1962 als Associate Professor und ab 1968 als Professor. Ab 2004 ist er dort Professor Emeritus. Er war unter anderem Gastprofessor an der Universität Oxford, der Universität Paris, am Massachusetts Institute of Technology (1967/68), der Universität Amsterdam, der Universität Rom, der ETH Zürich, der Stanford University, dem Mittag-Leffler-Institut in Stockholm.
Feferman beschäftigte sich mit mathematischer Logik (Beweistheorie, Berechenbarkeitstheorie), Grundlagen der Mathematik, Philosophie der Mathematik und Geschichte der Logik. Er war in den 1960er Jahren der erste nach Paul Cohen, der dessen Forcing Methode für Unabhängigkeitsbeweise in der Mengenlehre anwandte (und wurde auch von Cohen häufig konsultiert, als dieser seine Forcing Methode in Stanford entwickelte).
Feferman führte Mitte der 1960er Jahre unabhängig von Kurt Schütte die Feferman-Schütte-Ordinalzahl in der Beweistheorie ein.
Sein Vortrag Does Mathematics Need New Axioms? auf dem Treffen der American Mathematical Society 1997 war Anlass einer Debatte.
1972/73 und 1986/87 war er Guggenheim Fellow. 1990 wurde er Fellow der American Academy of Arts and Sciences. 2003 erhielt er den Rolf-Schock-Preis. 2006 hielt er die Tarski Lectures in Berkeley. 1970 war er Invited Speaker auf dem Internationalen Mathematikerkongress (ICM) in Nizza (Ordinals and functionals in proof theory). Er ist Fellow der American Mathematical Society.
1982 bis 2003 war er Herausgeber der Gesammelten Werke von Kurt Gödel. Er gab auch die Werke von Julia Robinson heraus und schrieb eine Biografie von Alfred Tarski, zusammen mit seiner Ehefrau, der Schriftstellerin Anita Burdman Feferman (* 1927 † 2015), für deren Biographie von Jean Van Heijenoort er auch einen Anhang schrieb. Beide kannten diesen persönlich.
Zu seinen Doktoranden zählt Jon Barwise.

## Schriften
- mit Anita Burdman Feferman: Alfred Tarski. Life and Logic. Cambridge University Press, Cambridge u. a. 2004, ISBN 0-521-80240-7.
- In the light of Logic. Oxford University Press, Oxford u. a. 1998, ISBN 0-19-508030-0 (Essays).